# Christoph Monschein
Christoph Monschein (* 22. října 1992) je rakouský fotbalista, který hraje jako útočník za First Vienna FC 1894.

## Klubová kariéra
Svou fotbalovou kariéru začal v SC Brunn am Gebirge. V roce 2014 přestoupil do ASK Ebreichsdorf. Od ledna 2016 hrál za Admiru Wacker. Svůj debut za klub si odbyl v Bundeslize dne 7. února 2016 proti Red Bull Salzburg.
1. července 2017 přestoupil do Austrie Vídeň. Podepsal tříletou smlouvu. Během svého působení v klubu odehrál 116 zápasů v Bundeslize a vstřelil 36 gólů.
V létě 2021l přestoupil LASKu a podepsal tříletou smlouvu.
Dne 27. ledna 2022 byl poslán na hostování do SCR Altach do konce sezóny.
Dne 13. června 2022 podepsal dvouletou smlouvu s SV Ried.
V létě 2023 podepsal dvouletou smlouvu s First Vienna FC 1894.

## Reprezentační kariéra
V srpnu 2020 byl Monschein poprvé povolán do seniorské reprezentace. Debutoval v září 2020, když v 81. minutě zápasu s Rumunskem střídal Floriana Grillitsche